# Görvélyfűfélék
A görvélyfűfélék (korábban tátogatófélék vagy tátikafélék) (Scrophulariaceae) az ajakosvirágúak (Lamiales) rendjébe tartozó növénycsalád.
Főleg egyéves és évelő, lágy szárú növények tartoznak ide, de cserjék is megtalálhatók köztük. Virágaik általában zigomorf, ritkán aktinomorf szimmetriát mutatnak. Kozmopolita család, nagyrészt a mérsékelt égövön fordul elő, ide értve a trópusi hegyvidékeket is.
A korábban 275 nemzetséget, több mint 5000 fajt összegyűjtő nagy méretű családról a molekuláris genetikai vizsgálatok bebizonyították, hogy súlyosan polifiletikus, a morfológiai egyezések pedig gyakran csak szünpleziomorfiák.
A monofiletikus leíráshoz több nemzetségnek át kellett kerülnie a Lamiales más családjaiba, főleg a Plantaginaceae (útifűfélék) és az Orobanchaceae (vajvirágfélék) gyarapodtak jelentős mértékben ezáltal, de néhány új növénycsalád is leírásra került. Még így is 52 nemzetség mintegy 1700 faja tartozik ide. A korábbi magyar megnevezés, a tátogatófélék a család szűkítése miatt nem volt tartható, ugyanis a tátikák (és a kétajkú virágok többsége) (Antirrhineae) kikerültek a családból.

## Leírása

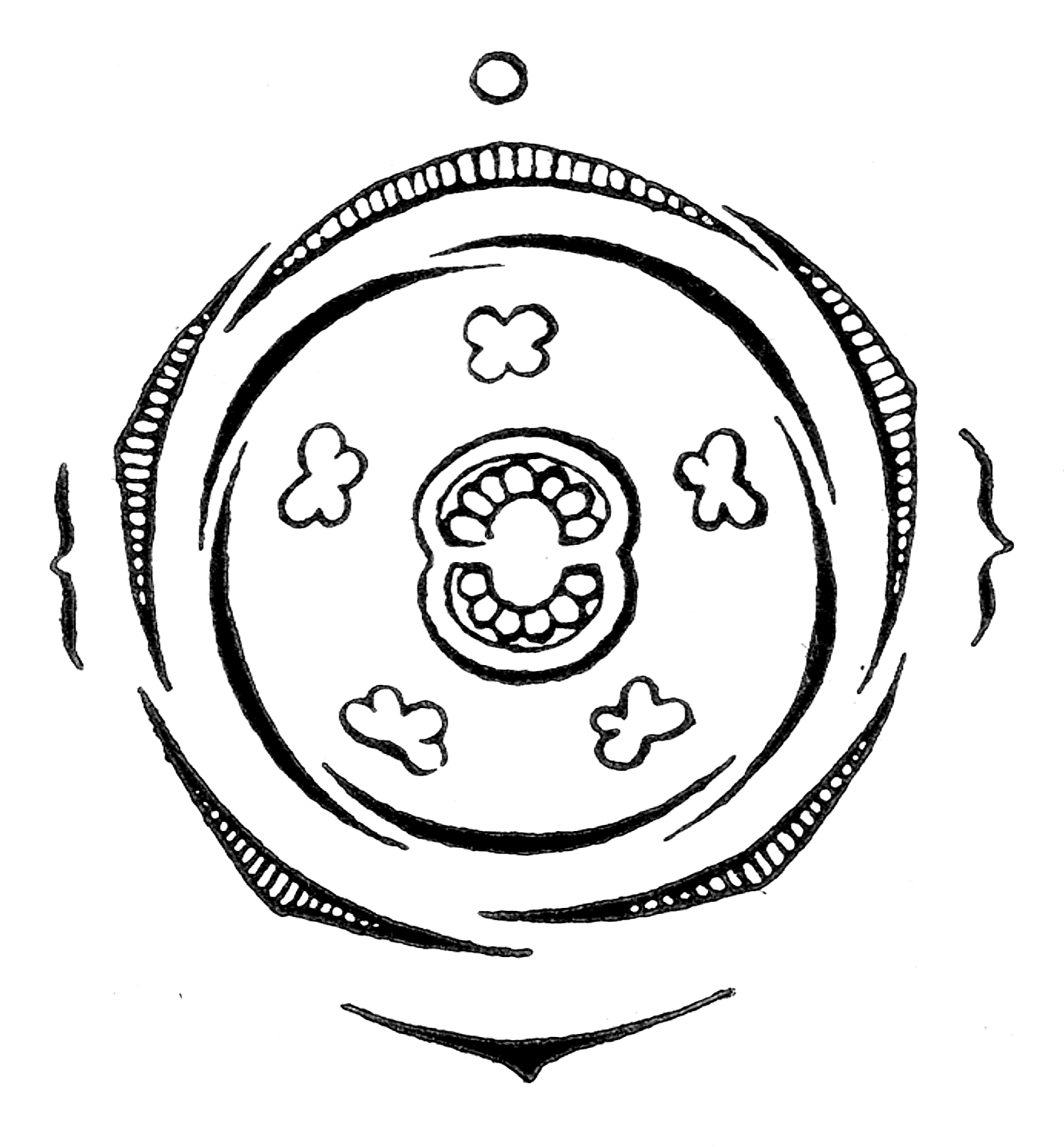
A Verbascum virágdiagramja

Leveleik egyszerűek, tagolatlanok. A virágok szimmetriája többé-kevésbé zigomorf; a 4-5. szirom összenőtt, lehet kétajkú, vagy rövid cső szétálló pártacimpákkal, ekkor látszólag aktinomorf szimmetriájú. Egy porzókör van, a porzók száma 4 vagy 5. A portokok összeolvadtak, hosszanti hasítékkal felnyílók. A magház felső állású. Termésük tok, sok maggal.
Virágképlet:
{\displaystyle \downarrow K_{(5)}\;[C_{(5)}\;A_{5-4-2}]\;G_{\underline {(2)}}}

## Rendszerezés
A korábban 275 nemzetséget számláló családot az APG rendszerezése „megtizedelte”, az új leírásban csak kb. 52 nemzetség található. Az APG II megjelenése óta azonban nem állt meg az újabb és újabb molekuláris genetikai eredmények értékelése, és a család leírása egyelőre sűrűn változik.
A család alábbi felosztása 9 nemzetségcsoportra, azon belül mintegy 52 nemzetségre ezért semmiképpen sem tekinthető sem pontosnak, sem véglegesnek.
Tribus Aptosimeae
4 nemzetség, 44 faj:
- Anticharis Endl.: kb. 14 faj Afrikában
- Aptosimum Burch. ex Benth.: 20 faj Afrikában
- Peliostomum E. Mey. ex Benth.:[4] 7 trópusi és dél-afrikai faj
- Stemodiopsis: 3 afrikai faj

Tribus „Buddlejaceae”
5 nemzetség, kb. 110 faj:
- Buddleja L.: 98 faj: ebből 63 neotrópusi, 10 dél-afrikai és 25 ázsiai
- Chilianthus
- Emorya Torr.: 2 faj Texasban és Mexikóban
- Gomphostigma Turcz.:[5] két faj Dél-Afrikában
- Nicodemia (esetleg összevonható a Buddleja-val)

Tribus Freylinieae (Barringer)
4 nemzetség, 8 faj:
- Antherothamnus N.E.Br.: 1 faj, Közép- és Dél-Afrikában
- Freylinia Colla: 4 faj Afrika trópusi részein és Dél-Afrikában
- Manuleopsis Thell. ex Schinz: 1 faj Délnyugat-Afrikában

Tribus Hemimerideae
7 nemzetség, kb. 134 faj:
- Alonsoa Ruiz & Pav.: kb. 16 faj Amerika trópusi részein és Dél-Afrikában
- Colpias E.Mey. ex Benth.: 1 faj, Dél-Afrikában
- Diascia Link & Otto: kb. 38 faj Dél-Afrikában
- Diclis Benth.: 10 faj Afrika trópusi részeitől Dél-Afrikáig, valamint Madagaszkáron
- Hemimeris L.f.: 4 faj Dél-Afrikában
- Nemesia Vent.:[6] 65 faj Afrika trópusi részeitől Dél-Afrikáig
- Schistanthe Kunze

Tribus Leucophylleae
3 nemzetség, 17 faj:
- Capraria L.: 4 faj Amerikában
- Eremogeton Standl. & L.O.Williams: 1 faj Mexikótól Guatemaláig
- Leucophyllum Humb. & Bonpl.:[7] 12 faj Észak-Amerika délnyugati részén

Tribus Manuleeae (Hilliard) / Limoselleae?
28 nemzetség, kb. 566 faj:
- Agathelpis Choisy: 2 faj SW Cape-n
- Barthlottia: 1 faj Madagaszkáron
- Chaenostoma Benth. (egyesek a Sutera-hoz sorolják, de Kornhall and Bremer külön kezeli[8])
- Chenopodiopsis: 3 faj Dél-Afrikában
- Cromidon: 12 faj Dél-Afrikában
- Dischisma: 11 faj SW Cape-től Namíbiáig
- Glekia: 1 faj Dél-Afrikában
- Globulariopsis: 7 faj Dél-Afrikában
- Glumicalyx: 6 faj Dél-Afrikától Délkelet-Afrikáig
- Gosela: 1 faj Dél-Afrikában
- Hebenstretia: 25 faj Dél-Amerika trópusi részein
- Jamesbrittenia: 83 faj Dél-Afrikában
- Limosella: 11 kozmopolita faj → Plantaginaceae → Scrophulariaceae (to Oxelman et al., 2005 szerint)[9]
- Lyperia: 6 faj Dél-Afrikában
- Manulea: kb. 73 faj Dél-Afrikában
- Manuleopsis: 1 faj Délnyugat-Afrikában
- Melanospermum: 6 faj Dél-Afrikában
- Microdon: 7 faj SW Cape-n
- Phyllopodium: 26 faj SW Cape-n
- Polycarena: 17 faj SW Cape-n
- Pseudoselago: 28 faj Dél-Afrika nyugati részén
- Reyemia: 2 faj Dél-Afrikában
- Selago: 190 faj Afrika trópusi részeitől Dél-Afrikáig
- Sphenandra (végül a Sutera génuszba került át)
- Strobilopsis: 1 faj Dél-Afrikában
- Sutera: kb. 49 faj Dél-Afrikában
- Tetraselago: 4 faj Dél-Afrikában
- Trieenia: 9 faj SW Cape-n
- Walafrida: Madagaszkáron és Dél-Afrikában
- Zaluzianskya: 55 faj Dél-Afrika nyugati részén

Tribus Myoporeae (sensu Chinnock)
4 nemzetség, kb. 236 faj:
- Androya: 1 faj Madagaszkáron
- Bontia L. : 1 faj a Karib-szigeteken és Dél-Amerika trópusi részén
- Calamphoreus Chinnock: 1 faj
- Diocirea Chinnock: 4 faj Ausztráliában
- Eremophila R.Br.: kb. 214 faj Ausztráliában (1 faj Új-Zélandon)
- Glycocystis Chinnock: 1 faj Ausztráliában
- Myoporum Sol. ex Forster: kb. 30 faj Ausztráliában, Új-Zélandon, csendes-óceáni szigeteken és Dél-Ázsiában
- Pentacoelium Siebold & Zucc.:[10] 1 faj Ausztráliában

Tribus Scrophularieae
4 nemzetség, kb. 564 faj:
- Antherothamnus: 1 faj Közép-Afrikától Dél-Afrikáig
- Celsia (a Verbascum génuszhoz sorolták)
- Oreosolen: 3 faj a Himalájában
- Scrophularia: 200 faj az északi mérsékelt égövtől Amerika trópusi részeiig
- Staurophragma (a Verbascum génuszhoz sorolták)
- Verbascum: kb. 360 faj Eurázsiában és Dél-Afrikában

Tribus Teedieae (G.Don)
3 nemzetség, 6 faj:
- Oftia: 3 faj Dél-Afrikában
- Ranopisoa: 1 faj Madagaszkáron
- Phygelius E.Mey. ex Benth.: 2 faj Dél-Afrikában
- Teedia: 2 faj Dél-Afrikában

Nemzetségcsoportba még nem sorolt nemzetségek:
- Androya: 1 faj Madagaszkáron
- Camptoloma: 3 faj a Kanári-szigeteken, Etiópiában és az Arab-félszigeten
- Cheilophyllum: 8 faj a Karib-szigeteken
- Dermatobotrys: 1 faj Dél-Afrikában

Itt következik a görvélyfűfélék családjának 1700 fajt magába foglaló 52 (max. 65) nemzetsége, betűrendben:
- Agathelpis
- Alonsoa
- Androya
- Antherothamnus
- Anticharis
- Aptosimum
- Bontia
- Buddleja: 125 fás szárú faj
- Camptoloma
- Capraria
- Chenopodiopsis
- Colpias
- Cromidon
- Dermatobotrys
- Diascia: 50 faj
- Diclis
- Dischisma
- Emorya
- Eremogeton
- Eremophila: 210 faj
- Freylinia
- Glekia
- Globulariopsis
- Glumicalyx
- Gomphostigma
- Gosela
- Hebenstretia
- Hemimeris
- Jamesbrittenia: 85 faj
- Leucophyllum
- Lyperia
- Manulea: 75 faj
- Manuleopsis
- Melanospermum
- Microdon
- Myoporum
- Nemesia: 65 faj
- Oftia
- Oreosolen
- Peliostomum
- Phygelius
- Phyllopodium
- Polycarena
- Ranopisoa
- Görvélyfű (Scrophularia): 200 faj
- Selago: 190 faj
- Stemodiopsis
- Strobilopsis
- Sutera: 50 faj
- Teedia
- Tetraselago
- Trieenea
- Ökörfarkkóró (Verbascum): 360 faj
- Walafrida
- Zaluzianskya: 55 faj

### Korábbi nemzetségek
Korábban a Scrophulariaceae-be, jelenleg a Plantaginaceae-be (útifűfélék) sorolt nemzetségek:
- Anarrhinum
- Antirrhinum
- Chaenorhinum
- Cymbalaria
- Digitalis
- Erinus
- Gratiola
- Hebe
- Kickxia
- Limosella
- Linaria
- Lindernia
- Paederota
- Veronica
- Wulfenia

Korábban a Scrophulariaceae-be, jelenleg az Orobanchaceae-be (vajvirágfélék) sorolt nemzetségek:
- Bartsia
- Euphrasia
- Lathraea
- Melampyrum
- Odontites
- Parentucellia
- Pedicularis
- Rhinanthus
- Tozzia

Korábban a Scrophulariaceae-be, jelenleg a Phrymaceae-be sorolt nemzetségek:
- Mimulus

A félparazita kakascímer (Rhinanthus), a csormolya (Melampyrum) és a vicsorgó (Lathraea) nemzetségeket az újabb molekuláris vizsgálatok már nem a görvélyfűfélékhez, hanem a vajvirágfélékhez (Orobanchaceae) sorolja.
A gyűszűvirág (Digitalis) és a Veronica nemzetségeket újabban az útifűfélékhez (Plantaginaceae) sorolják.
A korábbi Bontiaceae, Buddlejaceae, Caprariaceae, Myoporaceae és Verbascaceae családok ma a görvélyfűféléket (Scrophulariaceae) gazdagítják.

## Fordítás
- Ez a szócikk részben vagy egészben a Scrophulariaceae című angol Wikipédia-szócikk ezen változatának fordításán alapul.  Az eredeti cikk szerkesztőit annak laptörténete sorolja fel. Ez a jelzés csupán a megfogalmazás eredetét és a szerzői jogokat jelzi, nem szolgál a cikkben szereplő információk forrásmegjelöléseként.
- Ez a szócikk részben vagy egészben a Braunwurzgewächse című német Wikipédia-szócikk ezen változatának fordításán alapul.  Az eredeti cikk szerkesztőit annak laptörténete sorolja fel. Ez a jelzés csupán a megfogalmazás eredetét és a szerzői jogokat jelzi, nem szolgál a cikkben szereplő információk forrásmegjelöléseként.